# Thorleif Reiss
Thorleif Reiss (22 de mayo de 1898 - 14 de abril de 1988) fue un actor, director y autor teatral noruego.

## Biografía
Nacido en Oslo, Noruega, sus padres eran Georg Reiss (1861–1914) y Elisabeth Dymling (1861–1920). Reiss superó su examen artium en 1916, y debutó en el Teatro nacional de Oslo en 1918 con la obra Don Carlos. Fue miembro de la compañía del Teatro Nacional hasta 1926, cuando pasó al Centralteatret. Desde 1931 actuó en el Carl Johan-teatret, y desde 1933 también dirigió en dicho teatro junto a Per Aabel. Hasta 1939 trabajó como director, consultor y actor. 
En 1939 Reiss se empleó de modo permanente con Norsk Rikskringkasting. Allí interpretó diferentes shows con Leif Enger, con el cual formó el dúo Pitt og Pott. Desde 1942 estuvo ligado al Det Nye Teater, interpretando tanto papeles cómicos como trágicos. En dicho teatro, con el cual colaboró hasta 1976, también desempeñó funciones de dirección.
Además del teatro, Reiss también dedicó parte de su carrera al cine. Su primera película, muda y alemana, fue Die Gezeichneten (1922). Estuvo principalmente activo en los años 1940, habitualmente como actor de reparto. Rodó su última cinta en 1982, Henrys bakværelse.
En su faceta de autor, escribió la farsa Jeg vedder y la historia de aventuras Snehvit. Esta última se estrenó en el Teatro Nacional en 1929, y la escribió en colaboración con Alf Rød. Así mismo, Reiss escribió el texto de algunas revistas representadas en el cabaret Chat Noir.
Como homenaje a su carrera, Reiss fue premiado con la Medalla al Mérito del Rey.
Thorleif Reiss falleció en Oslo en el año 1988. Había estado casado con Esther Colbjørnsen Dahl (1896–1941). Tras la muerte de ella, en 1944 se casó con Gunborg Kristiane Skistad (1911–2001). Era hermano de Elisabeth Reiss y padre de Helge Reiss.

## Filmografía
- 1922 : Die Gezeichneten
- 1933 : Jeppe på bjerget
- 1941 : Gullfjellet
- 1942 : Det æ'kke te å tru
- 1942 : Den farlige leken
- 1943 : Den nye lægen
- 1946 : Englandsfarare
- 1948 : La batalla del agua pesada
- 1948 : Trollforsen
- 1954 : I moralens navn
- 1958 : Människor på flykt
- 1959 : Jakten
- 1970 : Skulle det dukke opp flere lik, er det bare å ringe...
- 1970 : Mästertjuven
- 1971 : 3
- 1972 : Motforestilling
- 1974 : Under en steinhimmel
- 1976 : Farlig yrke (TV)
- 1977 : Karjolsteinen
- 1982 : Henrys bakværelse